# Eufaes
Eufaes fue un rey de Mesenia del siglo VIII a. C. Heredó el trono tras la muerte de su padre, Antíoco, en 756 a. C.[cita requerida] y en una situación muy tensa con la vecina Lacedemonia, que ambicionaba las riquezas de Mesenia y esgrimía como excusa la muerte de uno de sus reyes años atrás.
El mismo año de su ascensión al trono, y tras muchas deliberaciones, Eufaes reunió en una gran asamblea en Esteniclaro a numerosos magistrados de las distintas ciudades del país, y convenció a su pueblo para que se preparara para una gran guerra contra la nación vecina, que ya había atacado la ciudad de Anfea. Sin pretender enfrentarse directamente con el enemigo, Eufaes mandó a los mesenios que se adiestraran en el manejo de las armas, y puso fin a las correrías que los espartanos hacían en el país. Los espartanos, sorprendidos por la rápida y organizada reacción de los mesenios, se retiraron a sus fronteras, resultando por tanto Eufaes vencedor de la primera toma de contacto. Luego, en el cuarto año después de la toma de Anfea, Eufaes odenó un ataque contra los lacedemonios y, tras una lucha igualada, los mesenios montaron con maderos un recinto vallado que les protegió y los lacedemonios decidieron retirarse.
Pero al año siguiente los espartanos iniciaron una campaña bélica mucho más seria, hasta el punto de que por primera vez en la historia lideraban los ejércitos los dos reyes espartanos. Cuando los dos ejércitos se enfrentaron en campo abierto, Eufaes intentó compensar su inferioridad numérica con la desesperación del que tiene todo por perder, por lo que tras una famosa arenga a sus tropas se inició una batalla cuerpo a cuerpo cruel hasta grados extremos de la que, con grandes pérdidas, inicialmente el resultado parecía igualado.
Pero viendo el debilitamiento de su ejército, víctima de deserciones, pestes y bajas en el combate, Eufaes optó por no continuar el ataque y se replegó en el monte Itome.  Desde allí organizó una guerra de desgaste que evitaba enfrentamientos directos, mientras buscaba aliados entre los enemigos de Esparta. Después de cinco años en esta situación, el ejército lacedemonio atacó de nuevo, y si bien la batalla que siguió no fue determinante en la que fue llamada primera guerra mesenia, Eufaes encontró en ella la muerte, luchando valientemente para defender su reino. También murió allí Antandro, el valioso general que se decía estaba llamarlo a sucederle. Tras estas dos lamentadas muertes, los mesenios eligieron como sucesor a Aristodemo,  que inició su reinado preparándose para el enfrentamiento final con los espartanos, que tuvo lugar seis años después con desastrosas consecuencias para el pueblo de Mesenia.
| Predecesor: Antíoco | Reyes de Mesenia | Sucesor: Aristodemo |